# ドーナツ6
『ドーナツ6』（ドーナツシックス）は、東京放送（TBS）の制作で1987年10月5日から1989年3月31日まで平日の早朝に放送されていた情報番組。番組のタイトルは「Dawn at six」（「6時に夜が明ける」という意味の英語）に由来していて、ローカルセールス扱いの生放送番組ながら、JNN系列局の一部でもフルネットや部分ネットを実施していた。

## 概要
当番組放送開始前の当時の調査によると、高校生の32%は午前6:30までに起床するというデータで、それならば中学生・高校生を視聴者層の中心とした番組をこの時間にということで、放送時世に流行していた「朝シャン」の若者世代への情報番組として、前番組から出演者を一新して始められた番組である。コンセプトは「朝の快適習慣番組」とされていた。番組は当時のTBSテレビDスタジオ（報道専用スタジオ）からの生放送で、その直後に続く『JNNおはようニュース&スポーツ』と連続して放送されていた。
当時朝のラジオ番組のDJで人気があった石黒賢と新人アーティスト谷村有美をメインMCに起用し、音楽・ファッション・星占いと若者の関心が高い情報を放送していた。
前番組同様、構成上6:00 - 6:09は関東ローカルに近い体裁を取っていたため、6:10からの飛び乗りネットが可能なように飛び乗りポイントが設けられていた。
最終回は当時TBSがサテライトスタジオを設けていた日比谷シャンテの前にある広場に全出演者が集合しての生放送（冒頭10分間と気象情報のコーナーは谷村・中上・下重がDスタジオに入って二元生中継で放送）となった。

## 出演者
- 谷村有美 - 終了時点で木・金曜日MC
- 石黒賢 - 終了時点で月曜日MC
- キャプテン・ジョージ（現:ケビン・クローン） - 「藤谷譲二」名義で開始当初の水曜日MC。[注 2]
- 岡田泰典（当時TBSアナウンサー） - 終了時点で火・木曜日MC[注 3]
- KAN
- 宮島依里
- 久保田洋司（THE 東南西北）- 終了時点で水曜日MC
- 林きみえ
- アイリーン&エリカ
- 中上雅巳 - 終了時点で金曜日MC[注 4]
- 原田順平
- 松下由樹 - 終了時点で水曜日MC
- 田中律子 - 終了時点で火曜日MC
- 宮下直紀
- 久松由実
- 仲村知夏 - 終了時点で月曜日MC
- 岸谷五朗（SET隊）
- 寺脇康文（SET隊）
- 山田幸伸（SET隊）
- 下重和義（当時日本気象協会職員）- 気象情報担当

## テーマソング
- 谷村有美「Not For Sale」「ガラスの午前4時」「がんばれブロークンハート」「FEEL ME」
- THE PEPPER BOYS「I WANNA BE YOUR No.1」ほか

## 放送時間
- 月曜日 - 金曜日 6:00 - 6:30（前述の通り、一部地域は6:10 - 6:30）
※1988年4月 - 9月は『ナイスプレー!!ライオンズ』を6:25 - 6:30に放送していたため5分短縮。

## ネット局
ローカル枠での番組のため、JNNフルネットではない。
この当時、JNN各局では6:30からの『JNNおはようニュース&スポーツ』が朝の開始番組になっていた地域がある。後継番組の『地球!朝一番』なども同様。
- 静岡放送は自社制作のローカルニュースワイド編成のため非ネット。
- 北陸放送や山陰放送など、当時民間放送テレビが2局・3局の地域は基本的に非ネット。
- 毎日放送は1987年12月をもって打ち切り、翌1988年1月より自社制作のローカルワイドに改編。その他、テレビユー福島（1988年4月1日打ち切り[2]）やテレビ山口など、途中打ち切りとなったネット局もある。
- 南海放送は日本テレビ系列であるが、7時からの『朝のホットライン』と同様に番組販売の形式で同時ネット。